# Windsor (hrabstwo Shelby)
Windsor – miasto w Stanach Zjednoczonych, w stanie Illinois, w hrabstwie Shelby.